# Anartodes tamsi
Anartodes tamsi là một loài bướm đêm trong họ Noctuidae.